# Morfema zero
El morfema zero, marca zero o desinència zero és un monema que no consta de cap fonema, que consisteix en l'absència de qualsevol fonema o grafia. Tanmateix, es postula l'existència perquè té valor morfològic. Per exemple, en el verb "dormir" (format pel lexema dorm i el morfema d'infinitiu ir), la tercera persona del singular del present d'indicatiu es marca amb el morfema zero, de tal manera que aquesta forma verbal queda reduïda fonèticament al lexema: ell dorm. Diacrònicament, caracteritza la primera persona del present d'indicatiu en el català medieval, fora dels finals abruptes, on la desinència era e (jo entre),i dialectalment és propi del català insular (baleàric i alguerès), per llur conservadorisme, encara que al baleàric la desinència ha passat a tots els verbs (amb algunes excepcions, com en els verbs en -uar: suu).
El morfema zero permet explicar determinats canvis morfològics i justificar les regles de formació de mots tant en gramàtica tradicional (el concepte s'usa des de l'Antiguitat) com en el generativisme.